# Substytucja (chemia)
Substytucja – reakcja chemiczna polegająca na wymianie jednego lub kilku atomów w cząsteczce związku chemicznego.
Reakcje te można ogólnie podzielić na:
- reakcja wymiany pojedynczej AB + C → BC + A
- reakcja wymiany podwójnej AB + CD → AD + CB

W chemii organicznej, w zależności od mechanizmu reakcji wyróżnia się główne typy substytucji:
- substytucja elektrofilowa – jednocząsteczkowa (SE1) i dwucząsteczkowa (SE2)
- substytucja nukleofilowa – jednocząsteczkowa (SN1) i dwucząsteczkowa (SN2)
- substytucja rodnikowa (SR)

## Przykłady
Związki nieorganiczne
- 2H
2O + Mg → Mg(OH)
2 + H
2↑
- 3FeS + 2Al → Al
2S
3 + 3Fe
- SO
2 + C → CO
2 + S
- MgSO
4 + BaCl
2 → MgCl
2 + BaSO
4↓
- CuSO
4 + Fe → FeSO
4 + Cu

Związki organiczne
- Substytucja atomu wodoru atomem chloru w etanie:

zapis sumaryczny:
C
2H
6 + Cl
2 → C
2H
5Cl + HCl
schemat reakcji: